# Patricia
Patricia je žensko osebno ime.

## Izvor imena
Ime Patricia je različica imena Patricija

## Pogostost imena
Po podatkih Statističnega urada Republike Slovenije je bilo na dan 31. decembra 2007 v Sloveniji število ženskih oseb z imenom Patricia: 209. Med vsemi ženskimi imeni pa je to ime  po pogostosti uporabe uvrščeno na 342. mesto.

## Osebni praznik
V koledarju je ime Patricia skupaj z Patricijo; god praznuje 25. avgusta 